# قرار مجلس الأمن التابع للأمم المتحدة رقم 232
أشار قرار مجلس الأمن التابع للأمم المتحدة رقم 232، المعتمد في 16 ديسمبر 1966، بقلق إلى أن الجهود المبذولة لقطع النشاط الاقتصادي الدولي مع رودسيا الجنوبية قد فشلت في إنهاء التمرد، وقرر المجلس أن تمتنع جميع الدول الأعضاء عن استيراد الأسبست أو خام الحديد أو الكروم أو الحديد الزهر أو السكر أو التبغ أو النحاس أو المنتجات الحيوانية التي نشأت في روديسيا الجنوبية. بالإضافة إلى ذلك، فإن أنشطة أي من رعاياها تهدف إلى تعزيز تصدير هذه السلع أو استيراد الأسلحة والذخيرة من جميع الأنواع والطائرات العسكرية والمركبات والمعدات العسكرية والمواد اللازمة لتصنيع وصيانة الأسلحة والذخيرة إلى جانب ما مجموعه حظر النفط والمنتجات النفطية، على الرغم من وجود استثناء للعقود الممنوحة قبل هذا القرار.
كما أكد المجلس من جديد الحقوق غير القابلة للتصرف لشعب روديسيا الجنوبية في الحرية والاستقلال واعترف بشرعية نضاله.
اعتمد القرار بأغلبية 11 صوتا. امتنعت جمهورية بلغاريا الشعبية وفرنسا ومالي والاتحاد السوفيتي.

## روابط خارجية
- نص القرار في undocs.org